# Fort Salses
Fort Salses (fr. forteresse de Salses) – fort położony nieopodal miejscowości Salses-le-Château, w departamencie Pireneje Wschodnie, w południowej Francji. Budowę rozpoczął na rozkaz króla Aragonii Ferdynanda Katolickiego w 1497 roku inżynier Francisco Ramiro Lopez. Forteca miała wówczas bronić hiszpańskiej prowincji przed Francją. Budowla na planie prostokąta o wymiarach 84 na 100 metrów stanowiła formę przejściową pomiędzy zamkiem średniowiecznym a nowoczesną fortecą. Zewnętrzne mury o grubości od 1 do 10 metrów opasane były głęboką fosą o szerokości 20 metrów. Główne wejście zabezpieczone było czterema bramami i trzema mostami zwodzonymi. 
W XVII wieku fort zdobyli Francuzi. W 1691 roku został przebudowany przez Sébastiena Vaubana, ale jej znaczenie zmalało ze względu na przesunięcie się granic. Przez pewien czas w forcie znajdowało się więzienie, później prochownie, aktualnie stanowi atrakcję turystyczną.